# Liste des plus grands yachts
Cette page présente la liste des plus grands yachts du monde, de plus de 70 m (classe megayachts), classés par longueur.
La longueur est la seule mesure valable pour l'ensemble des yachts de luxe et c'est celle-ci qui est généralement utilisée pour les comparaisons.
La liste est établie sur la base de celle publiée par le site Superyachts.com en mars 2024 ainsi que celle disponible sur Boatinternational.com.
Cette liste comprend à la fois les bâtiments possédés par les chefs d'État et ceux détenus par des particuliers ou des sociétés. En sont exclus les nouveaux "gigayachts" résidentiels tels The World (en) ou Somnio (en), qui constituent une classe à part, à mi-chemin entre le yacht privé et le paquebot.

## Liste
Cette liste est dynamique en ce qu'elle évolue régulièrement et ne sera peut-être jamais complète. Vous pouvez la compléter en citant des sources fiables.
| Rang | Nom                     | Longueur (en mètres) | Année                    | Propriétaire                                                              | Chantier                                             | Remarques                                                                                   | Photos                                                           |  |
| ---- | ----------------------- | -------------------- | ------------------------ | ------------------------------------------------------------------------- | ---------------------------------------------------- | ------------------------------------------------------------------------------------------- | ---------------------------------------------------------------- |  |
|      |                         |                      |                          |                                                                           |                                                      |                                                                                             |                                                                  |  |
| 1    | REV Ocean               | 194,90               | toujours en construction | Kjell Inge Røkke (Norvège)                                                | Vard, Roumanie Fosen, Norvège                        | Conçu pour nettoyer, étudier et sauvegarder les mers de la planète.                         |                                                                  |  |
| 2    | Azzam                   | +0180,               | 2013                     | Mohammed ben Zayed Al Nahyane (Émirats arabes unis)                       | Lürssen, Allemagne                                   |                                                                                             |                                                                  |  |
| 3    | Fulk Al Salamah (en)    | +0164,               | 2016                     | Famille royale du sultanat d'Oman                                         | T. Mariotti (en), Italie                             | L'ancien Fulk Al Salamah a été rebaptisé Al Dhaferah (en)                                   |                                                                  |  |
| 4    | Eclipse                 | +0162,5              | 2010                     | Roman Abramovitch (Russie)                                                | Blohm + Voss, Allemagne                              | prix estimé à 1,5 milliard de dollars                                                       | L’Eclipse (162,5 m)                                              |  |
| 5    | Dubaï                   | +0162,               | 2006                     | Mohammed ben Rachid Al Maktoum (Émirats arabes unis)                      | Lürssen / Blohm + Voss, Allemagne                    | ex-Platinium 525, ex-Golden Star                                                            | Le Dubaï (162 m)                                                 |  |
| 6    | Blue                    | +0160,               | 2022                     | Mansour ben Zayed Al Nahyane (en) (Émirats arabes unis)                   | Lürssen, Allemagne                                   |                                                                                             |                                                                  |  |
| 7    | Dilbar                  | +0156,               | 2016                     | Alicher Ousmanov (Russie)                                                 | Lürssen, Allemagne                                   | 600 millions de dollars                                                                     |                                                                  |  |
| 8    | Al Saïd                 | +0155,               | 2007                     | Famille royale du sultanat d'Oman                                         | Lürssen / Blohm + Voss, Allemagne                    | ex-projet Sunflower                                                                         | Al Saïd                                                          |  |
| 9    | Prince Abdulaziz        | +0147,               | 1984                     | Salmane ben Abdelaziz Al Saoud (yacht royal saoudien)                     | Helsingor Vaerft (de), Danemark                      |                                                                                             | Le Prince Abdul aziz (147 m)                                     |  |
| 9    | A+                      | +0147,               | 2012                     | Mansour ben Zayed Al Nahyane (en) (Émirats arabes unis)                   | Lürssen, Allemagne                                   | ex-Topaz                                                                                    | Topaz                                                            |  |
| 11   | Opera                   | +0146,4              | 2023                     | Abdallah ben Zayed Al Nahyane (Émirats arabes unis)                       | Lürssen, Allemagne                                   |                                                                                             |                                                                  |  |
| 12   | El Mahroussa            | +0145,7              | 1865                     | Yacht présidentiel égyptien                                               | Frères Samuda, Royaume-Uni                           | A porté le nom d'El Horriya de 1952 à 2000                                                  |                                                                  |  |
| 13   | A                       | +0142,8              | 2015                     | Andreï Melnitchenko (Russie)                                              | ADM Kiel, Allemagne                                  | ex-White Pearl (phase de construction), 1er yacht à moteur à voile                          | A, Ex White Pearl                                                |  |
| 14   | Nord (en)               | +0142,               | 2019                     | Alexeï Mordachov (Russie)                                                 | Lürssen, Allemagne                                   | ex-projet Opus                                                                              |                                                                  |  |
| 14   | Dragonfly               | +0142,               | 2024                     | Sergey Brin (États-Unis)                                                  | Lürssen, Allemagne                                   | ex-projet Ali Baba commandé par Leonid Mikhelson, l'ex-Dragonfly a été rebaptisé Capricorn  |                                                                  |  |
| 16   | Yas                     | +0141,               | 2011                     | Hamdane ben Zayed ben Sultan Al Nahyane (en) (Émirats arabes unis)        | Abu Dhabi MAR (en), Émirats arabes unis              |                                                                                             | Le Yas à Barcelone                                               |  |
| 17   | Sheherazade             | +0140,               | 2020                     | Edouard Khoudainatov (Russie)                                             | Lürssen, Allemagne                                   | Propriété supposée de Vladimir Poutine                                                      | Sheherazade                                                      |  |
| 17   | Ocean Victory (en)      | +0140,               | 2014                     | Viktor Rashnikov (en) (Russie)                                            | Fincantieri , Italie                                 | L'ancien Ocean Victory a été rebaptisé Ebony Shine                                          |                                                                  |  |
| 17   | Solaris (en)            | +0140,               | 2021                     | Roman Abramovitch (Russie)                                                | Lloyd Werft, Allemagne                               |                                                                                             |                                                                  |  |
| 20   | Al Salamah              | +0139,28             | 1999                     | Salman ben Hamad Al Khalifa (Bahreïn)                                     | Lürssen, Allemagne                                   | ex-Mipos, ancien yacht royal saoudien                                                       |                                                                  |  |
| 21   | Luminance               | +0138,8              | 2024                     | Rinat Akhmetov (Ukraine)                                                  | Lürssen, Allemagne                                   |                                                                                             |                                                                  |  |
| 22   | Rising Sun              | +0138,4              | 2004                     | David Geffen (États-Unis)                                                 | Lürssen, Allemagne                                   | Revendu par Larry Ellison                                                                   | Le Rising Sun (138 m)                                            |  |
| 23   | Flying Fox              | +0136,               | 2004                     | Dmitry Kamenshchik (en) (Russie)                                          | Lürssen, Allemagne                                   |                                                                                             |                                                                  |  |
| 24   | Crescent (en)           | +0135,               | 2017                     | Igor Setchine (Russie)                                                    | Lürssen, Allemagne                                   | ex-projet Thunder                                                                           |                                                                  |  |
| 25   | Savarona                | +0134,               | 1931                     | République de Turquie                                                     | Blohm + Voss, Allemagne                              | Loué en 1989 à Kahraman Sadıkoğlu (en) pour 49 ans.                                         |                                                                  |  |
| 26   | Serene                  | +0133,9              | 2011                     | Mohammed ben Salmane (Arabie saoudite)                                    | Fincantieri, Italie                                  |                                                                                             |                                                                  |  |
| 27   | Al Mirqab               | +0133,2              | 2008                     | Hamad ben Jassem Al Thani (Qatar)                                         | Peters-Schiffbau (de), Allemagne                     | ex-projet May                                                                               | L'Al Mirqab (133 m)                                              |  |
| 28   | Octopus                 | +0127,               | 2003                     | Roger Samuelsson (Suède)                                                  | Lürssen / HDW, Allemagne                             | Ancien yacht de Paul Allen                                                                  | L'Octopus (127 m) dans la baie de Beaulieu le 13 mai 2005        |  |
| 28   | Koru                    | +0127,               | 2022                     | Jeff Bezos (États-Unis)                                                   | Oceanco, Pays-Bas                                    | Navigue en tandem avec son vaisseau de soutien, l'Abeona (v. infra)                         |                                                                  |  |
| 30   | Katara                  | +0124,4              | 2010                     | Hamad ben Khalifa Al Thani / famille princière du Qatar                   | Lürssen, Allemagne                                   | ex-Crystal                                                                                  | Katara                                                           |  |
| 31   | Golden Odyssey          | +0123,2              | 2015                     | milliardaire chinois                                                      | Lürssen, Allemagne                                   |                                                                                             |                                                                  |  |
| 32   | Al Lusail (en)          | +0123,               | 2016                     | Tamim ben Hamad Al Thani (Qatar)                                          | Lürssen , Allemagne                                  | ex-Jupiter                                                                                  |                                                                  |  |
| 33   | Kismet                  | +0122,               | 2023                     | Shahid Khan (États-Unis)                                                  | Lürssen, Allemagne                                   | Le précédent Kismet a été rebaptisé Whisper (en)                                            |                                                                  |  |
| 34   | Alexander               | +0121,95             | 1965                     | Famille royale d'Arabie saoudite                                          | Lubecker Flender, Allemagne                          | ex-Frankfurt 1 ex-Mercator One ex-Regina Maris                                              |                                                                  |  |
| 35   | Maryah                  | +0121,67             | 2015                     | Tahnoun ben Zayed Al Nahyane (Émirats arabes unis)                        | Szczecińska, Pologne                                 |                                                                                             |                                                                  |  |
| 36   | J7 Explorer             | +0120,               | 2022                     | N.C.                                                                      | PT Bahtera Bahari Shipyard, Indonésie                |                                                                                             |                                                                  |  |
| 37   | A                       | +0119,               | 2009                     | Andreï Melnitchenko (Russie)                                              | Blohm + Voss, Allemagne                              | ex-projet Sigma, design par Philippe Starck                                                 |                                                                  |  |
| 38   | Launchpad               | +0118,8              | 2023                     | Mark Zuckerberg (États-Unis)                                              | Feadship, Pays-Bas                                   | Navigue en tandem avec son vaisseau de soutien, le Wingman (67m)                            |                                                                  |  |
| 38   | Breakthrough (en)       | +0118,8              | 2025                     | Bill Gates (États-Unis)                                                   | Feadship                                             | 1er yacht à hydrogène. Bill Gates le revend avant d'en avoir pris livraison                 |                                                                  |  |
| 40   | Liva O                  | +0118,2              | 2022                     | Stephen Orenstein (États-Unis)                                            | Abeking & Rasmussen (en), Allemagne                  | ex-projet Celerius                                                                          |                                                                  |  |
| 41   | Infinity (en)           | +0117,               | 2022                     | Eric Smidt (en) (États-Unis)                                              | Oceanco, Pays-Bas                                    | Le précédent Infinity a été rebaptisé Samsara (en)                                          |                                                                  |  |
| 42   | Turama                  | +0116,4              | 1990                     | Famille royale d'Arabie saoudite                                          | STX Finland-Rauma, Finlande                          |                                                                                             |                                                                  |  |
| 43   | Multiverse              | +0116,               | 2017                     | Graeme Hart (en) (Nouvelle-Zélande)                                       | Kleven Maritime AS, Norvège                          | ex-Ulysses; yacht d'exploration                                                             |                                                                  |  |
| 44   | Navtilus                | +0115,8              | 1973                     | Yannis D. Prokopiou (Grèce)                                               | Hellenic Shipyards, Grèce                            | ex-Atlantis, ex-Issham al Baher, ex-Prince Abdulaziz, ex-Al Salamah                         |                                                                  |  |
| 45   | Lady Jorgia (en)        | +0115,1              | 2021                     | Patrick Dovigi (en) (Canada)                                              | Lürssen, Allemagne                                   | ex-Ahpo ayant appartenu à Michael Lee-Chin (en), ex-projet Enzo                             |                                                                  |  |
| 46   | Atlantis II             | +0115,               | 1981                     | Philip Niarchos (en) (Grèce)                                              | Hellenic Shipyards, Grèce                            |                                                                                             |                                                                  |  |
| 47   | Luna (en)               | +0115,               | 2010                     | Farkhad Akhmedov (Azerbaïdjan)                                            | Lloyd Werft / Stahlbau Nord (de), Allemagne          | Ancien yacht d'expédition de Roman Abramovitch                                              |                                                                  |  |
| 48   | Pelorus                 | +0114,5              | 2001                     | Samuel Tak Lee (en) (Hong-Kong)                                           | Lürssen, Allemagne                                   | Yacht ayant appartenu à Roman Abramovitch et à David Geffen                                 | Le Pelorus (114,50 m) de Roman Abramovitch                       |  |
| 49   | Le Grand Bleu           | +0112,8              | 2000                     | Eugene Shvidler (Russie & États-Unis)                                     | Bremer Vulkan, Allemagne                             | Perdu sur un pari par Roman Abramovitch au bénéfice de son ami et associé.                  | Le Grand Bleu (112,80 m) à Cannes                                |  |
| 50   | Renaissance             | +0111,8              | 2023                     | Gary Klesch (États-Unis)                                                  | Freire Shipyard, Espagne                             |                                                                                             |                                                                  |  |
| 51   | Alaiya (en)             | +0111,5              | 2019                     | Lakshmi Mittal (Inde)                                                     | Lürssen, Allemagne                                   | ex-TIS, ex-Lady Gulya                                                                       |                                                                  |  |
| 52   | Al Raya                 | +0110,               | 2008                     | Hamed ben Issa Al Khalifa (Bahreïn)                                       | Lürssen, Allemagne                                   | Fortes ressemblances avec le Pelorus - ex-Dilbar, ex-Ona                                    | Le Dilbar (110 m) au port d'Antibes                              |  |
| 52   | Radiant (en)            | +0110,               | 2010                     | Abdulla Al Futtaim (en) (Émirats arabes unis)                             | Lürssen, Allemagne                                   | ex-Darius                                                                                   |                                                                  |  |
| 52   | Anna                    | +0110,               | 2019                     | Dmitri Rybolovlev (Russie)                                                | Feadship, Pays-Bas                                   |                                                                                             |                                                                  |  |
| 52   | Kaos                    | +0110,               | 2017                     | Nancy Walton Laurie (en) (États-Unis)                                     | Oceanco, Pays-Bas                                    | ex-Jubilee ayant appartenu à Stan Kroenke                                                   |                                                                  |  |
| 56   | Bravo Eugenia (en)      | +0109,               | 2019                     | Jerry Jones (États-Unis)                                                  | Oceanco, Pays-Bas                                    |                                                                                             |                                                                  |  |
| 56   | Seven Seas              | +0109,               | 2022                     | Steven Spielberg (États-Unis)                                             | Oceanco, Pays-Bas                                    | Le précédent Seven Seas a été rebaptisé Man of Steel                                        |                                                                  |  |
| 56   | Shackleton              | +0109,               | 2023                     | Leonard Blavatnik (États-Unis)                                            | Lürssen, Allemagne                                   | ex-Northern Star, ex-projet Icecap. Yacht d'exploration "écologique" à propulsion hybride   |                                                                  |  |
| 59   | IJE                     | +0108,               | 2019                     | James Packer (en) (Australie)                                             | Benetti, Italie                                      |                                                                                             |                                                                  |  |
| 60   | Luminosity (en)         | 107,6                | 2019                     | Andreï Gouriev (en) (Russie)                                              | Benetti, Italie                                      |                                                                                             |                                                                  |  |
| 61   | Andromeda (en)          | +0107,4              | 2016                     | Iouri Milner (Israël)                                                     | Kleven Maritime AS, Norvège                          | ex-Ulysses de Graeme Hart (en) - yacht d'exploration                                        |                                                                  |  |
| 62   | Amadea                  | +0107,               | 2017                     | Suleyman Kerimov (Russie)                                                 | Lürssen, Allemagne                                   |                                                                                             |                                                                  |  |
| 62   | Mar                     | +0107,               | 2019                     | Sheikh Suroor ben Mohammed Al Nahyane (Émirats arabes unis)               | Benetti, Italie                                      | ex-Lana                                                                                     |                                                                  |  |
| 64   | Dream                   | 106,5                | 2019                     | George Prokopiou (en) (Grèce)                                             | Haliç / Olympic yachts, Turquie                      | ex-Poseidonos, ex-Cildir, ex-Karadeniz                                                      |                                                                  |  |
| 65   | Black Pearl             | +0106,               | 2017                     | oligarque russe                                                           | Oceanco, Pays-Bas                                    | Aménagé par le designer français Gérard Villatte                                            | Black Pearl                                                      |  |
| 66   | Lady Moura              | +0105,               | 1991                     | Ricardo Salinas Pliego (en) (Mexique)                                     | Blohm + Voss, Allemagne                              | Vendu pour $125.000.000 par Nasser Al-Rashid                                                | Le Lady Moura (105 m) au port                                    |  |
| 67   | Quantum Blue            | +0104,               | 2014                     | Sergueï Galitski (Russie)                                                 | Lürssen, Allemagne                                   |                                                                                             |                                                                  |  |
| 68   | Loaloat Al Behar (en)   | +0103,85             | 1982                     | Ministère du tourisme du sultanat d'Oman                                  | Picchiotti, Italie                                   | ex-Al Mabrukah, ex-Al Saïd                                                                  |                                                                  |  |
| 69   | Ulysses                 | +0103,               | 2023                     | Graeme Hart (en) (Nouvelle-Zélande)                                       | Feadship, Pays-Bas                                   | Navigue en tandem avec son vaisseau de soutien, le U-81                                     |                                                                  |  |
| 70   | Symphony                | +0101,5              | 2015                     | Bernard Arnault (France)                                                  | Feadship, Pays-Bas                                   |                                                                                             | Symphony                                                         |  |
| 71   | I Dynasty (en)          | +0100,8              | 2015                     | Shukhrat Ibragimov (Kazakhstan)                                           | Kusch Yachts (de), Allemagne                         |                                                                                             |                                                                  |  |
| 72   | Attessa IV              | +0100,               | 1998                     | Dennis Washington (en) (États-Unis)                                       | Hayashikane Zosen, Japon                             | ex-Evergreen                                                                                | Attessa IV                                                       |  |
| 73   | Moonrise                | +0099,95             | 2020                     | Jan Koum (États-Unis)                                                     | Feadship, Pays-Bas                                   |                                                                                             |                                                                  |  |
| 74   | Christina O             | +0099,15             | 1943                     | John Paul Papanicolaou (en) (Grèce)                                       | Canadian Vickers, Canada                             | Ancien yacht d'Aristote Onassis                                                             |                                                                  |  |
| 75   | Madame Gu (en)          | +0099,               | 2013                     | Andreï Skotch (Russie)                                                    | Feadship, Pays-Bas                                   | ex-Dream                                                                                    |                                                                  |  |
| 76   | Aviva (en)              | +0098,               | 2017                     | Joe Lewis (en) (Royaume-Uni)                                              | Abeking & Rasmussen (en), Allemagne                  |                                                                                             |                                                                  |  |
| 77   | Carinthia VII           | +0097,2              | 2002                     | Ruben Cherñajovsky (Argentine)                                            | Lürssen, Allemagne                                   | Ancien yacht de Heidi Horten (en)                                                           | Le Carinthia VII (97,20 m)                                       |  |
| 78   | Sophia (en)             | +0096,6              | 2017                     | Michael Latifi (Canada)                                                   | Feadship, Pays-Bas                                   | ex-Faith de Lawrence Stroll                                                                 |                                                                  |  |
| 79   | Limitless               | +0096,25             | 1997                     | Leslie Wexner (États-Unis)                                                | Lürssen, Allemagne                                   | Ressemble au V2V, ex-Carinthia VI                                                           | Le Limitless (96,25 m)                                           |  |
| 80   | AV (Attessa V)          | +0096,               | 2010                     | Dennis Washington (en) (États-Unis)                                       | Blohm + Voss, Allemagne                              | ex-Palladium de Mikhaïl Prokhorov                                                           |                                                                  |  |
| 80   | Vava II                 | +0096,               | 2012                     | Ernesto Bertarelli (Suisse)                                               | Devonport Yachts, Royaume-Uni                        | prix estimé à 160 millions de dollars                                                       |                                                                  |  |
| 82   | Whisper (en)            | +0095,2              | 2014                     | Eric Schmidt (États-Unis)                                                 | Lürssen, Allemagne                                   | ex-Kismet de Shahid Khan                                                                    |                                                                  |  |
| 83   | H3                      | +0095,               | 2000                     | Walid ben Ibrahim Al Ibrahim (en) (Arabie saoudite)                       | Oceanco, Pays-Bas                                    | ex-Al Mirqab, ex-Indian Empress, ex-NEOM                                                    | L'Indian Empress (95 m)                                          |  |
| 83   | CC Summer               | +0095,               | 2019                     | Terry Taylor (États-Unis)                                                 | Lürssen, Allemagne                                   | ex-MadSummer                                                                                |                                                                  |  |
| 83   | O'Pari                  | +0095,               | 2020                     | Paris Dragnis (Grèce)                                                     | Golden Yachts, Grèce                                 |                                                                                             |                                                                  |  |
| 86   | Bliss                   | +0094,8              | 2021                     | Evan Spiegel (États-Unis)                                                 | Feadship, Pays-Bas                                   |                                                                                             |                                                                  |  |
| 87   | Viva                    | +0094,               | 2021                     | Frank Fertitta III (en) (États-Unis)                                      | Feadship, Pays-Bas                                   |                                                                                             |                                                                  |  |
| 88   | Mayan Queen IV          | +0093,25             | 2008                     | Alejandro Baillères (en) (Mexique)                                        | Blohm + Voss, Allemagne                              |                                                                                             |                                                                  |  |
| 89   | Lady S                  | +0093,               | 2019                     | Daniel Snyder (États-Unis)                                                | Feadship, Pays-Bas                                   |                                                                                             |                                                                  |  |
| 90   | Eos                     | +0092,9              | 2006                     | Barry Diller (États-Unis)                                                 | Lürssen, Allemagne                                   | Refit en 2011- Incendie en Norvège - Nouveau refit en 2014                                  |                                                                  |  |
| 91   | Royal Romance (en)      | +0092,5              | 2015                     | Viktor Medvedtchouk (Ukraine)                                             | Feadship, Pays-Bas                                   |                                                                                             |                                                                  |  |
| 92   | Tatoosh                 | +0092,42             | 2000                     | N.C.                                                                      | Nobiskrug, Allemagne                                 | Ancien yacht de Paul Allen                                                                  | Le Tatoosh (92,40 m)                                             |  |
| 93   | Lionheart (en)          | +0092,4              | 2016                     | Philip Green (en) (Royaume-Uni)                                           | Benetti, Italie                                      |                                                                                             |                                                                  |  |
| 94   | Aquarius (en)           | +0092,               | 2016                     | Hamad ben Khalifa Al Thani / famille princière du Qatar                   | Feadship, Pays-Bas                                   | ex-Camila                                                                                   |                                                                  |  |
| 95   | Drizzle                 | +0091,8              | 2024                     | Amancio Ortega Gaona (Espagne)                                            | Feadship, Pays-Bas                                   | Yacht "écologique" à propulsion hybride                                                     |                                                                  |  |
| 96   | Queen Miri              | +0091,5              | 2016                     | Sheldon Adelson (États-Unis)                                              | Neorion (en), Grèce                                  |                                                                                             |                                                                  |  |
| 96   | Draak (en)              | +0091,5              | 2014                     | Gabe Newell (États-Unis)                                                  | Oceanco, Pays-Bas                                    | ex-Equanimity, ex-Tranquility                                                               |                                                                  |  |
| 98   | Nahlin (en)             | +0091,44             | 1930                     | James Dyson (Royaume-Uni)                                                 | John Brown & Co, Écosse                              | ex-Luceafarul - ex-Transilvania - ex-Libertatea                                             |                                                                  |  |
| 99   | Lady Lara (en)          | +0091,               | 2015                     | Alexander Mashkevitch (en)                                                | Lürssen, Allemagne                                   |                                                                                             |                                                                  |  |
| 100  | Dubawi                  | +0090,6              | 1989                     | Sheikh Hamdane ben Mohammed Al Maktoum (Émirats arabes unis)              | Cantiere Navale Ferrari, Italie                      | Baptisé du nom du cheval Dubawi                                                             |                                                                  |  |
| 101  | Nero (en)               | +0090,1              | 2007                     | Denis O'Brien (Irlande)                                                   | Yantaï Raffles Shipyard (zh) / Corsair Yachts, Chine |                                                                                             |                                                                  |  |
| 101  | Ice                     | +0090,1              | 2005                     | Teodoro Nguema Obiang Mangue (Guinée équatoriale)                         | Lürssen, Allemagne                                   | ex-Air                                                                                      | L'Ice (90 m)                                                     |  |
| 101  | Dar (en)                | +0090,1              | 2018                     | Ziyad Manasir (en) (Russie)                                               | Oceanco, Pays-Bas                                    |                                                                                             |                                                                  |  |
| 104  | Lauren L                | +0090,               | 2002                     | Igor Kolomoisky (en) (Ukraine)                                            | Cassens, Allemagne                                   | ex-Constellation - ex-Sun Bay II - ex-Corinthian                                            |                                                                  |  |
| 104  | Athena                  | +0090,               | 2004                     | James H. Clark (États-Unis)                                               | Royal Huisman (en), Pays-Bas                         |                                                                                             |                                                                  |  |
| 104  | Phoenix II              | +0090,               | 2010                     | Sebastian Kulczyk (en) (Pologne)                                          | Lürssen, Allemagne                                   |                                                                                             |                                                                  |  |
| 104  | DreAMBoat               | +0090,               | 2019                     | Arthur Blank (États-Unis)                                                 | Oceanco, Pays-Bas                                    |                                                                                             |                                                                  |  |
| 104  | Norn                    | +0090,               | 2023                     | Charles Simonyi (États-Unis)                                              | Lürssen, Allemagne                                   |                                                                                             |                                                                  |  |
| 109  | Here Comes The Sun (en) | +0089,               | 2016                     | Graeme Hart (en) (Nouvelle-Zélande)                                       | Amels Holland B.V., Pays-Bas                         |                                                                                             |                                                                  |  |
| 110  | Nirvana                 | +0088,5              | 2012                     | Vladimir Potanine (Russie)                                                | Oceanco, Pays-Bas                                    |                                                                                             |                                                                  |  |
| 110  | Samsara (en)            | +0088,5              | 2015                     | J. K. Rowling (Royaume-Uni)                                               | Oceanco, Pays-Bas                                    | ex-Infinity, ex Cloud 9                                                                     |                                                                  |  |
| 110  | Barbara                 | +0088,5              | 2017                     | Felix Baker (États-Unis)                                                  | Oceanco, Pays-Bas                                    |                                                                                             |                                                                  |  |
| 110  | Eternal Tsingshan       | +0088,5              | 2018                     | N.C.                                                                      | Pride Mega Yachts, Chine                             | ex-Illusion Plus                                                                            |                                                                  |  |
| 110  | Olivia O                | +0088,5              | 2020                     | Eyal Ofer (en) (Monaco)                                                   | Ulstein, Norvège                                     |                                                                                             |                                                                  |  |
| 115  | Zen                     | +0088,4              | 2021                     | Wu Guangming (Chine)                                                      | Feadship, Pays-Bas                                   |                                                                                             |                                                                  |  |
| 116  | Asean Lady              | +0088,15             | 2004                     | Vincent Tan & Brian Chang (Chine)                                         | Yantai Raffles Shipyard (zh), Chine                  | Plus grand multi-coques à moteur du monde                                                   |                                                                  |  |
| 117  | Maltese Falcon          | +0088,               | 2006                     | Elena Ambrosiadou (Royaume-Uni)                                           | Perini Navi, Italie                                  |                                                                                             |                                                                  |  |
| 118  | Musashi (en)            | +0087,8              | 2010                     | Larry Ellison (États-Unis)                                                | Feadship, Pays-Bas                                   | Sister-ship du Fountainhead                                                                 |                                                                  |  |
| 118  | Fountainhead (en)       | +0087,8              | 2011                     | Edward Lampert (en) (Australie)                                           | Feadship, Pays-Bas                                   | Sister-ship du Musashi                                                                      |                                                                  |  |
| 120  | Arctic P                | +0087,5              | 1980                     | Gretel Packer (en) (Australie)                                            | Schichau Unterweser, Allemagne                       | Yacht d'exploration                                                                         |                                                                  |  |
| 121  | Lonian                  | +0087,2              | 2018                     | Lorenzo Fertitta (en) (États-Unis)                                        | Feadship, Pays-Bas                                   |                                                                                             |                                                                  |  |
| 122  | OceanXplorer            | +0087,               | 2010                     | Ray Dalio (États-Unis)                                                    | Freire Shipyard, Espagne                             | ex-Alucia II, ex-Volstad Surveyor - Yacht d'exploration affrété notamment par James Cameron |                                                                  |  |
| 122  | Eye (en)                | +0087,               | 2012                     | Samvel Karapetyan (Arménie)                                               | Lürssen, Allemagne                                   | ex-Ace de Yuriy Kosiuk (en)                                                                 |                                                                  |  |
| 122  | Avantage                | +0087,               | 2020                     | Bulat Utemuratov (Kazakhstan)                                             | Lürssen, Allemagne                                   |                                                                                             |                                                                  |  |
| 122  | Project X               | +0087,               | 2022                     | Paris Dragnis (Grèce)                                                     | Golden Yachts, Grèce                                 |                                                                                             |                                                                  |  |
| 126  | Quattroelle             | +0086,11             | 2013                     | Tariq Al Futtaim (Émirats arabes unis)                                    | Lürssen, Allemagne                                   |                                                                                             |                                                                  |  |
| 127  | Man of Steel            | +0086,1              | 2010                     | Barry Zekelman (en) (Canada)                                              | Oceanco, Pays-Bas                                    | ex-Seven Seas de Steven Spielberg                                                           | Le yacht Seven Seas (86,1 m) sur la Miami River à Downtown Miami |  |
| 128  | Chakra                  | +0086,               | 1963                     | N.C.                                                                      | Scheepswerf Gebr. Van der Werff B.V., Pays-Bas       | refit en 2016                                                                               |                                                                  |  |
| 128  | Kingdom 5KR             | +0086,               | 1980                     | Prince Al-Walid ben Talal Al Saoud (Arabie saoudite)                      | Benetti, Italie                                      | ex-Trump Princess ex-Nabila                                                                 | Le Kingdom 5KR (86 m) à Antibes                                  |  |
| 130  | Ecstasea                | +0085,95             | 2004                     | Alshair Fiyaz (Pakistan)                                                  | Feadship, Pays-Bas                                   | Revendu par l'oligarque Roman Abramovitch                                                   | Le yacht Ecstasea (86 m)                                         |  |
| 131  | Aquijo (en)             | +0085,9              | 2015                     | N.C.                                                                      | Oceanco / Vitters Shipyard, Pays-Bas                 | Voilier                                                                                     |                                                                  |  |
| 132  | HBC (en)                | +0085,62             | 2008                     | N.C.                                                                      | Abeking & Rasmussen (en), Allemagne                  | ex-B2, ex-C2, ex-Ann, ex-projet Blue Sky                                                    | C2                                                               |  |
| 133  | Aquila                  | +0085,6              | 2010                     | Ann Walton Kroenke (en) (États-Unis)                                      | Derecktor Shipyards (en), États-Unis                 | ex-Cakewalk                                                                                 |                                                                  |  |
| 134  | Sunrays (en)            | +0085,5              | 2010                     | Ravi Ruia (Inde)                                                          | Oceanco, Pays-Bas                                    |                                                                                             |                                                                  |  |
| 134  | Amore vero              | +0085,5              | 2013                     | Igor Setchine (Russie)                                                    | Oceanco, Pays-Bas                                    | ex-Princess Olga                                                                            |                                                                  |  |
| 136  | Vibrant Curiosity (en)  | +0085,47             | 2009                     | Reinhold Würth (Allemagne)                                                | Oceanco, Pays-Bas                                    |                                                                                             |                                                                  |  |
| 137  | Moonlight II (en)       | +0085,3              | 2005                     | Mohammed ben Zayed Al Nahyane (Émirats arabes unis)                       | Neorion (en) Grèce                                   | ex-Alysia                                                                                   |                                                                  |  |
| 137  | Delma (en)              | +0085,3              | 2003                     | Jamie Edmiston (Monaco)                                                   | Neorion (en) Grèce                                   | ex-Annaliesse                                                                               |                                                                  |  |
| 139  | Pacific X               | +0085,2              | 2010                     | Leonid Mikhelson (Russie)                                                 | Lürssen, Allemagne                                   | ex-Pacific                                                                                  |                                                                  |  |
| 140  | Meridian A              | +0085,1              | 2011                     | Sergueï Tchemezov (Russie)                                                | Lürssen, Allemagne                                   | ex-Valerie, ex-Firebird                                                                     |                                                                  |  |
| 140  | Solandge                | +0085,1              | 2013                     | Prince Moukrine ben Abdelaziz Al Saoud (Arabie saoudite)                  | Lürssen, Allemagne                                   |                                                                                             |                                                                  |  |
| 142  | Gigia                   | +0085,               | 2017                     | N.C.                                                                      | Lürssen, Allemagne                                   | ex-Amatasia, ex-Areti, ex-projet Sasha                                                      |                                                                  |  |
| 142  | White Lion              | +0085,               | 2018                     | Fatih Aslanoba (Turquie)                                                  | Nobiskrug, Allemagne                                 |                                                                                             |                                                                  |  |
| 142  | O'Ptasia                | +0085,               | 2018                     | Paris Dragnis (Grèce)                                                     | Golden Yachts, Grèce                                 |                                                                                             |                                                                  |  |
| 142  | Bold                    | +0085,               | 2019                     | Guido Krass (Australie)                                                   | Silver Yachts, Australie                             | Sister-ship du Wanderlust                                                                   |                                                                  |  |
| 142  | Victorious              | +0085,               | 2021                     | Vural Ak (Turquie)                                                        | Akyacht, Turquie                                     |                                                                                             |                                                                  |  |
| 142  | Wanderlust              | +0085,               | 2022                     | Yim Leak (Cambodge)                                                       | Silver Yachts, Australie                             | Sister-ship du Bold                                                                         |                                                                  |  |
| 148  | Obsidian                | +0084,2              | 2023                     | Daniel Křetínský (République tchèque)                                     | Feadship, Pays-Bas                                   |                                                                                             |                                                                  |  |
| 149  | White Rabbit            | +0084,               | 2018                     | Goh Cheng Liang (en) (Singapour)                                          | Echo Yachts, Australie                               | Plus grand trimaran à moteur du monde                                                       |                                                                  |  |
| 150  | Savannah (en)           | +0083,5              | 2015                     | Lukas Lundin (en) (Suisse)                                                | Feadship, Pays-Bas                                   | estimé à 100 millions de dollars                                                            |                                                                  |  |
| 151  | Genesis                 | +0082,9              | 2024                     | N.C.                                                                      | Heesen Yachts, Pays-Bas                              | ex-Galactica, ex-projet Cosmos                                                              |                                                                  |  |
| 151  | Sakura                  | +0082,9              | 2024                     | N.C.                                                                      | Feadship, Pays-Bas                                   |                                                                                             |                                                                  |  |
| 153  | Talitha (en)            | +0082,6              | 1929 [1994]              | Mark Getty (en) (Irlande)                                                 | Krupp Germaniawerft, Allemagne                       | refit majeur 1991-94, passant de 68,8 à 82,6 m                                              |                                                                  |  |
| 154  | Emir (en)               | +0082,5              | 1985                     | Nidal Karameh (États-Unis)                                                | Mitsubishi, Japon                                    | ex-O'Mega                                                                                   |                                                                  |  |
| 155  | Sea Pearl               | +0082,3              | 2013                     | Sri Prakash Lohia (en) (Inde)                                             | Abeking & Rasmussen (en), Allemagne                  | ex-Secret ayant appartenu à Nancy Walton Laurie (en)                                        |                                                                  |  |
| 156  | Pure                    | +0082,1              | 2008                     | Olivier Leclercq (en) (France)                                            | Devonport Yachts, Royaume-Uni                        | ex-Sarafsa ayant appartenu à Fayçal ben Fahd Al Saoud (en)                                  |                                                                  |  |
| 157  | Basrah Breeze           | +0082,               | 1981                     | Gouvernement irakien                                                      | Helsingor Vaerft (de), Danemark                      | L'ancien yacht de Saddam Hussein, ex-Ocean Breeze ex-Al Yamamah ex-Qadisiyah Saddam         |                                                                  |  |
| 157  | Alfa Nero               | +0082,               | 2007                     | N.C.                                                                      | Oceanco, Pays-Bas                                    |                                                                                             |                                                                  |  |
| 157  | Ilona                   | +0082,               | 2004                     | Frank Lowy (Australie)                                                    | Amels Holland B.V., Pays-Bas                         |                                                                                             |                                                                  |  |
| 157  | Kosatka                 | +0082,               | 2014                     | Vladimir Poutine (Russie)                                                 | Blohm + Voss, Allemagne                              | ex-Graceful                                                                                 |                                                                  |  |
| 157  | Haven                   | +0082,               | 2024                     | N.C.                                                                      | Lürssen, Allemagne                                   | ex-projet Cali                                                                              |                                                                  |  |
| 162  | Romea (en)              | +0081,8              | 2015                     | Alexander Nesis (en) (Russie)                                             | Abeking & Rasmussen (en), Allemagne                  |                                                                                             |                                                                  |  |
| 163  | Grace (en)              | +0081,               | 2014                     | John Reece (en) (Royaume-Uni)                                             | Abeking & Rasmussen (en), Allemagne                  | ex-Kibo d'Alexandre Mamut                                                                   |                                                                  |  |
| 163  | Air                     | +0081,               | 2011                     | Augusto Perfetti (en) (Italie)                                            | Feadship, Pays-Bas                                   |                                                                                             |                                                                  |  |
| 163  | Sea Eagle II            | +0081,               | 2020                     | Samuel Yin (en) (Taïwan)                                                  | Royal Huisman (en), Pays-Bas                         | Goélette 3 mâts conçue par Dykstra                                                          |                                                                  |  |
| 166  | Bart Roberts            | +0080,77             | 1963                     | Famille Al Nahyane (Émirats arabes unis)                                  | Canadian Vickers, Canada                             | ex-Narwahl, brise-glace transformé en yacht d'expédition en 2001                            |                                                                  |  |
| 167  | Norge                   | +0080,25             | 1937                     | Famille royale norvégienne                                                | Camper & Nicholsons (en), Royaume-Uni                | ex-Philante                                                                                 |                                                                  |  |
| 168  | Grand Ocean             | +0080,15             | 1990                     | Nidal Karameh (États-Unis)                                                | Blohm + Voss, Allemagne                              | ex-Golden Odyssey II                                                                        |                                                                  |  |
| 169  | Constellation           | +0080,               | 2001                     | Tamim ben Hamad Al Thani (Qatar)                                          | Oceanco, Pays-Bas                                    | Frère jumeau du Yasmine of The Sea                                                          | Le Constellation au Port                                         |  |
| 169  | Yasmine of The Sea (en) | +0080,               | 2001                     | Abdallah ben Khalifa Al Thani (Qatar)                                     | Oceanco, Pays-Bas                                    | ex-Stargate, frère jumeau du Constellation                                                  |                                                                  |  |
| 169  | Aalto (en)              | +0080,               | 2006                     | Lakshmi Mittal (Inde)                                                     | Oceanco, Pays-Bas                                    | ex-Amevi                                                                                    |                                                                  |  |
| 169  | Chopi Chopi             | +0080,               | 2013                     | Taha Mikati (en) (Liban)                                                  | CRN, Italie                                          |                                                                                             |                                                                  |  |
| 169  | Elements                | +0080,               | 2019                     | Fahad Al Athel (Arabie saoudite)                                          | Yachtley, Turquie                                    |                                                                                             |                                                                  |  |
| 169  | Excellence (en)         | +0080,               | 2019                     | Herb Chambers (en) (États-Unis)                                           | Abeking & Rasmussen (en), Allemagne                  |                                                                                             |                                                                  |  |
| 169  | Artefact                | +0080,               | 2020                     | Mike Lazaridis (Canada)                                                   | Nobiskrug, Allemagne                                 |                                                                                             |                                                                  |  |
| 169  | Tatiana                 | +0080,               | 2020                     | Cyrus Pallonji Mistry (Inde)                                              | Bilgin Yachts, Turquie                               |                                                                                             |                                                                  |  |
| 169  | Leona                   | +0080,               | 2023                     | Fayçal ben Abdallah Al Saoud (en) (Arabie saoudite)                       | Bilgin Yachts, Turquie                               |                                                                                             |                                                                  |  |
| 169  | Al Reem                 | +0080,               | 2024                     | N.C.                                                                      | Bilgin Yachts, Turquie                               |                                                                                             |                                                                  |  |
| 169  | Faith                   | +0080,               | 2025                     | Lawrence Stroll (Canada)                                                  | Feadship, Pays-Bas                                   |                                                                                             |                                                                  |  |
| 180  | Dragon                  | +0079,9              | 2019                     | N.C.                                                                      | Palumbo Superyachts, Italie                          |                                                                                             |                                                                  |  |
| 181  | Mimtee                  | +0079,4              | 2019                     | Najib Mikati (Liban)                                                      | CRN, Italie                                          |                                                                                             |                                                                  |  |
| 182  | Venus                   | +0079,25             | 2012                     | Laurene Powell Jobs (États-Unis)                                          | Royal De Vries, Pays-Bas                             | Design par Philippe Starck                                                                  |                                                                  |  |
| 183  | Al Diriyah              | +0078,65             | 1960                     | Sheikh Ahmed Zaki Yamani (Arabie saoudite)                                | National Bulk Carriers Inc. (en), États-Unis         | ex-Massarrah, ex-Serendipity, ex-Ultima II, ex-Danginn                                      |                                                                  |  |
| 184  | Pegasus VIII            | +0078,6              | 2003                     | Mohammed Ben Salmane (Arabie saoudite)                                    | Royal Denship (en), Danemark                         | ex-Princess Mariana, ex-Pegasus V                                                           |                                                                  |  |
| 185  | Delphine                | +0078,55             | 1921                     | Jacques Bruynooghe (Belgique)                                             | Great Lakes Engineering Works (en), États-Unis       | Plus ancien yacht à vapeur encore en service                                                |                                                                  |  |
| 186  | Hampshire II            | +0078,5              | 2012                     | James Ratcliffe (en) (Royaume-Uni)                                        | Feadship, Pays-Bas                                   |                                                                                             | Hampshire II                                                     |  |
| 187  | Dannebrog               | +0078,43             | 1931                     | Famille royale danoise                                                    | Royal Dockyard (Danemark)                            |                                                                                             |                                                                  |  |
| 187  | Eminence (en)           | +0078,43             | 2008                     | Haim Saban (États-Unis)                                                   | Abeking & Rasmussen (en), Allemagne                  | Sister-ship du Titan et de l'Amaryllis                                                      | L'Eminence (78,40 m)                                             |  |
| 187  | Titan                   | +0078,43             | 2010                     | Alexander Abramov (Russie)                                                | Abeking & Rasmussen (en), Allemagne                  | Sister-ship de l'Eminence et de l'Amaryllis                                                 |                                                                  |  |
| 187  | Amaryllis               | +0078,43             | 2011                     | Andreï Borodine (en) (Russie)                                             | Abeking & Rasmussen (en), Allemagne                  | Sister-ship de l'Eminence et du Titan                                                       |                                                                  |  |
| 191  | Rocinante               | +0078,4              | 2008                     | Gabe Newell (États-Unis)                                                  | Lürssen, Allemagne                                   | ex-TV, ex-MadSummer                                                                         |                                                                  |  |
| 192  | Platinum                | +0078,3              | 2024                     | N.C.                                                                      | Admiral Yachts, Italie                               |                                                                                             |                                                                  |  |
| 193  | Montkaj                 | +0078,               | 2009                     | Mohammed ben Fahd Al Saoud (Arabie saoudite)                              | Amels Holland B.V., Pays-Bas                         |                                                                                             | Le Montkaj (78 m)                                                |  |
| 194  | Energy                  | +0077,8              | 2022                     | Valeriy Khorochkovsky (Ukraine)                                           | Amels Holland B.V., Pays-Bas                         |                                                                                             |                                                                  |  |
| 195  | Tango                   | +0077,7              | 2011                     | Viktor Vekselberg (Russie)                                                | Feadship, Pays-Bas                                   |                                                                                             |                                                                  |  |
| 195  | Malia                   | +0077,7              | 2023                     | N.C.                                                                      | Golden Yachts, Grèce                                 | ex-projet O'Rea                                                                             |                                                                  |  |
| 197  | Tueq                    | +0077,6              | 2002                     | Salmane ben Abdelaziz Al Saoud (Arabie saoudite)                          | Van der Giessen de Noord (en), Pays-Bas              |                                                                                             |                                                                  |  |
| 198  | Lone Ranger             | +0077,4              | 1975                     | Peter Lewis (en) (États-Unis)                                             | Schichau Unterweser, Allemagne                       | ex-Simson S, ex-Sea Ranger                                                                  |                                                                  |  |
| 199  | Pi                      | +0077,2              | 2019                     | Howard Schultz (États-Unis)                                               | Feadship, Pays-Bas                                   | ex-Syzygy                                                                                   |                                                                  |  |
| 200  | Ang Pangulo             | +0077,               | 1959                     | Présidence de la République des Philippines                               | IHI Corporation, Japon                               |                                                                                             |                                                                  |  |
| 200  | Legend                  | +0077,               | 1974                     | Eric Schmidt (États-Unis)                                                 | IHC Verschure, Pays-Bas                              | ex-Giant I, brise-glace transformé en yacht d'expédition en 2016                            |                                                                  |  |
| 200  | Samar                   | +0077,               | 2005                     | Kutayba Youssef Ahmad Alghanim (Koweït)                                   | Devonport Yachts, Royaume-Uni                        |                                                                                             | Le Samar (77 m)                                                  |  |
| 200  | Sea Stallion            | +0077,               | 2012                     | Sheikh Hamdane ben Mohammed Al Maktoum (Émirats arabes unis)              | Silver Yachts, Australie                             | ex-Smeralda                                                                                 |                                                                  |  |
| 200  | Silver Fast             | +0077,               | 2015                     | Guido Krass (Australie)                                                   | Silver Yachts, Australie                             |                                                                                             |                                                                  |  |
| 200  | GO                      | +0077,               | 2018                     | Hans-Peter Wild (Suisse)                                                  | Turquoise Yachts, Turquie                            |                                                                                             |                                                                  |  |
| 206  | La Datcha               | +0076,9              | 2020                     | Oleg Tinkov (Chypre)                                                      | Damen Yachts, Pays-Bas                               |                                                                                             |                                                                  |  |
| 207  | Yersin                  | +0076,6              | 2015                     | François Fiat (France)                                                    | Piriou, France                                       | Navire océanographique de la principauté de Monaco                                          |                                                                  |  |
| 208  | Boardwalk               | +0076,5              | 2021                     | Tilman Fertitta (États-Unis)                                              | Feadship, Pays-Bas                                   |                                                                                             |                                                                  |  |
| 209  | Lady Sarya              | +0076,37             | 1972                     | Sheikh Ahmed Zaki Yamani (Arabie saoudite)                                | Nuovi Cantieri Apuania (it), Italie                  |                                                                                             |                                                                  |  |
| 210  | Alvia                   | +0076,1              | 2024                     | N.C.                                                                      | Feadship, Pays-Bas                                   | ex-projet Hanami                                                                            |                                                                  |  |
| 211  | Reborn                  | +0076,               | 1999                     | Gabriele Volpi (en) (Italie)                                              | Amels Holland B.V., Pays-Bas                         | ex-Boadicea, ayant appartenu à Bernard Tapie entre 2010 et 2014                             |                                                                  |  |
| 212  | Ebony Shine             | +0075,75             | 2009                     | Teodoro Nguema Obiang Mangue (Guinée équatoriale)                         | Feadship, Pays-Bas                                   | ex-Ocean Victory                                                                            |                                                                  |  |
| 213  | Huntress                | +0075,6              | 2009                     | George Argyros (en) (États-Unis)                                          | Lürssen, Allemagne                                   | ex-Bella Vita, ex-Northern Star                                                             |                                                                  |  |
| 214  | Wheels (en)             | +0075,3              | 2008                     | Rick Hendrick (États-Unis)                                                | Oceanco, Pays-Bas                                    | ex-Anastasia                                                                                | L'Anastasia (75,50 m) au port d'Antibes                          |  |
| 215  | Cloudbreak              | +0075,28             | 2016                     | Alexander Svetakov (Russie)                                               | Abeking & Rasmussen (en), Allemagne                  |                                                                                             |                                                                  |  |
| 216  | M5                      | +0075,2              | 2003                     | Rodney Lewis (en) (États-Unis)                                            | Royal Huisman (en), Pays-Bas                         | ex-Mirabella V - Plus grand yacht mono-mât du monde                                         |                                                                  |  |
| 217  | Meserret III (en)       | +0075,               | 1992                     | Mehmet Ömer Koç (en) (Turquie)                                            | Peene-Werft, Allemagne                               | ex-Leander G                                                                                |                                                                  |  |
| 217  | Planet Nine             | +0075,               | 2018                     | Nathaniel Philip Rothschild (Suisse)                                      | Admiral Yachts, Italie                               |                                                                                             |                                                                  |  |
| 217  | Arrow                   | +0075,               | 2020                     | Michael Platt (en) (Royaume-Uni)                                          | Feadship, Pays-Bas                                   |                                                                                             |                                                                  |  |
| 217  | Abeona                  | +0075,               | 2022                     | Jeff Bezos (États-Unis)                                                   | Damen Yachts, Pays-Bas                               | Vaisseau de soutien du Koru                                                                 |                                                                  |  |
| 217  | Kenshō                  | +0075,               | 2022                     | Udo Müller (Allemagne)                                                    | Admiral Yachts, Italie                               |                                                                                             |                                                                  |  |
| 217  | Infinite Jest           | +0075,               | 2023                     | N.C. (États-Unis)                                                         | Turquoise Yachts, Turquie                            |                                                                                             |                                                                  |  |
| 223  | Gin Tonic II            | +0074,6              | 2010                     | Giuseppe Cipriani (États-Unis)                                            | Marco Shipyard, Chili                                |                                                                                             |                                                                  |  |
| 224  | Zeus                    | +0074,5              | 1991                     | John Christodoulou (en) (Monaco)                                          | Blohm + Voss, Allemagne                              | ex-ECO, ex-Katana, ex-Enigma                                                                | L'Enigma (74,50 m) à Palma de Majorque                           |  |
| 224  | M'Brace                 | +0074,5              | 2019                     | Michael Jordan (États-Unis)                                               | Abeking & Rasmussen (en), Allemagne                  | ex-Elandess de Lloyd Dorfman (en)                                                           |                                                                  |  |
| 226  | Mogambo                 | +0074,37             | 2011                     | Jan Koum (États-Unis)                                                     | Nobiskrug, Allemagne                                 | Sister-ship du Lady Vera, du Siren et du Dytan                                              |                                                                  |  |
| 227  | Felix                   | +0074,               | 2006                     | Charles Graham Berwind III (États-Unis)                                   | Amels Holland B.V., Pays-Bas                         | ex-Lady E, ex-Lady S, ex-Lady Anne P.B.                                                     |                                                                  |  |
| 227  | Global                  | +0074,               | 2007                     | Askar Alshinbayev (Kazakhstan)                                            | Lürssen, Allemagne                                   | ex-Kismet de Shahid Khan                                                                    |                                                                  |  |
| 227  | Odessa II               | +0074,               | 2013                     | Leonard Blavatnik (États-Unis)                                            | Nobiskrug, Allemagne                                 |                                                                                             |                                                                  |  |
| 227  | Plvs Vltra (en)         | +0074,               | 2016                     | Anatoly Kozeruk (Russie)                                                  | Amels Holland B.V., Pays-Bas                         | Amels 242 Limited Edition                                                                   |                                                                  |  |
| 227  | Starbust IV             | +0074,               | 2017                     | N.C.                                                                      | CRN, Italie                                          | ex-Andrea, ex-Lady Jorgia, ex-Odyssey II, ex-Odyssey, ex-Cloud 9                            |                                                                  |  |
| 227  | Aurora                  | +0074,               | 2017                     | Andreï Molchanov (en) (Russie)                                            | Lürssen, Allemagne                                   |                                                                                             |                                                                  |  |
| 227  | New Secret (en)         | +0074,               | 2017                     | Zygmunt Solorz-Żak (Pologne)                                              | Amels Holland B.V., Pays-Bas                         | Amels 242 Limited Edition                                                                   |                                                                  |  |
| 227  | Universe (en)           | +0074,               | 2018                     | Dmitri Medvedev (Russie)                                                  | Amels Holland B.V., Pays-Bas                         | Amels 242 Limited Edition                                                                   |                                                                  |  |
| 227  | Sixth Sense             | +0074,               | 2019                     | Micky Arison (États-Unis)                                                 | Amels Holland B.V., Pays-Bas                         | Amels 242 Limited Edition                                                                   |                                                                  |  |
| 227  | Synthesis               | +0074,               | 2021                     | Mark Scheinberg (en) (Canada)                                             | Amels Holland B.V., Pays-Bas                         | Amels 242 Limited Edition                                                                   |                                                                  |  |
| 227  | Avanti                  | +0074,               | 2022                     | N.C.                                                                      | Amels Holland B.V., Pays-Bas                         | Amels 242 Limited Edition                                                                   |                                                                  |  |
| 227  | M&Em                    | +0074,               | 2022                     | N.C.                                                                      | Amels Holland B.V., Pays-Bas                         | Amels 242 Limited Edition                                                                   |                                                                  |  |
| 227  | Nome                    | +0074,               | 2024                     | N.C.                                                                      | Amels Holland B.V., Pays-Bas                         | Amels 242 Limited Edition                                                                   |                                                                  |  |
| 240  | Cocoa Bean              | +0073,8              | 2014                     | Fadi Ghandour (en) (Liban)                                                | Trinity Yachts, États-Unis                           | ex-New Horizon                                                                              |                                                                  |  |
| 241  | Ilona IV                | +0073,7              | 2004                     | Frank Lowy (Australie)                                                    | Amels Holland B.V. , Pays-Bas                        |                                                                                             |                                                                  |  |
| 242  | Salem                   | +0073,6              | 1963                     | Khaled ben Sultan Al Saoud (Arabie saoudite)                              | NV Scheepswerf, Pays-Bas                             | ex-Cumulus, converti en yacht en 1998                                                       |                                                                  |  |
| 242  | Naia                    | +0073,6              | 2011                     | Saleh Abdullah Kamel (en) (Arabie saoudite)                               | Freire Shipyard, Espagne                             | ex-Pegaso                                                                                   |                                                                  |  |
| 242  | Sherpa                  | +0073,6              | 2018                     | James Ratcliffe (en) (Royaume-Uni)                                        | Feadship, Pays-Bas                                   |                                                                                             |                                                                  |  |
| 245  | Lady Vera               | +0073,52             | 2010                     | Filaret Galtchev (Russie)                                                 | Nobiskrug, Allemagne                                 | ex-Sapphire, sister-ship du Mogambo, du Siren et du Dytan                                   |                                                                  |  |
| 246  | Siren                   | +0073,5              | 2008                     | David & Simon Reuben (en) (Royaume-Uni)                                   | Nobiskrug, Allemagne                                 | Sister-ship du Mogambo, du Lady Vera et du Dytan                                            |                                                                  |  |
| 246  | Dytan                   | +0073,5              | 2012                     | Dona Bertarelli (Suisse)                                                  | Nobiskrug, Allemagne                                 | ex-Flying Fox, ex-Graffiti, sister-ship du Mogambo, du Lady Vera et du Siren                |                                                                  |  |
| 248  | Rabdan                  | +0073,45             | 2007                     | Sheikh Hamdane ben Zayed ben Sultan Al Nahyane (en) (Émirats arabes unis) | Silver Yachts, Australie                             | ex-Silver, sister-ship du Capricorn                                                         |                                                                  |  |
| 248  | Capricorn               | +0073,45             | 2009                     | N.C. (États-Unis)                                                         | Silver Yachts, Australie                             | ex-Silver Zwei, ex-Dragonfly de Sergey Brin, sister-ship du Rabdan                          |                                                                  |  |
| 250  | Laurel                  | +0073,15             | 2006                     | Tom Golisano (États-Unis)                                                 | Delta Marine, États-Unis                             |                                                                                             |                                                                  |  |
| 251  | Plan B                  | +0073,1              | 2012                     | Patokh Chodiev (Russie)                                                   | ADM Kiel, Allemagne                                  |                                                                                             |                                                                  |  |
| 252  | Nautilus                | +0073,               | 2013                     | Thierry Stern (Suisse)                                                    | Perini Navi, Italie                                  | ex-Grace E                                                                                  |                                                                  |  |
| 252  | Yalla                   | +0073,               | 2014                     | Naguib Sawiris (Égypte)                                                   | CRN, Italie                                          |                                                                                             |                                                                  |  |
| 252  | Lunasea (en)            | +0073,               | 2017                     | Yahn Bernier (États-Unis)                                                 | Feadship, Pays-Bas                                   | ex-Hasna                                                                                    |                                                                  |  |
| 252  | Roe                     | +0073,               | 2022                     | milliardaire vénézuélien                                                  | Turquoise Yachts, Turquie                            |                                                                                             |                                                                  |  |
| 256  | Predator                | +0072,8              | 2008                     | Iskandar Makhmudov (Russie)                                               | Feadship, Pays-Bas                                   |                                                                                             |                                                                  |  |
| 257  | Quantum of Solace       | +0072,64             | 2012                     | Navtej Kohli (Royaume-Uni)                                                | Turquoise Yachts, Turquie                            | ex-Honor, ex-Vicky                                                                          |                                                                  |  |
| 258  | Altaïr                  | +0072,6              | 2004                     | Oleg Deripaska (Russie)                                                   | Lürssen, Allemagne                                   | ex-Queen M, ex-Queen K, ex-Clio                                                             |                                                                  |  |
| 259  | Coral Ocean             | +0072,54             | 1994                     | Ian Malouf (Australie)                                                    | Lürssen, Allemagne                                   | ex-Coral Island                                                                             |                                                                  |  |
| 260  | Warrior                 | +0072,5              | 2012                     | N.C.                                                                      | Dunya - Ursa, Turquie                                |                                                                                             |                                                                  |  |
| 261  | Bleu de Nîmes           | +0072,25             | 1980                     | N.C.                                                                      | Clelands Shipbuilding Company (en), Royaume-Uni      | ex-RMAS Lodestone de la Royal Navy, converti en yacht en 2006                               |                                                                  |  |
| 262  | Albatross               | +0072,2              | 2016                     | Rob & Richard Sands (États-Unis)                                          | Delta Marine, États-Unis                             | Ancien yacht de Majid Al Futtaim (en)                                                       |                                                                  |  |
| 263  | Stella Maris            | +0072,1              | 2013                     | Ming Hsieh (en) (États-Unis)                                              | Viareggio Superyachts, Italie                        |                                                                                             |                                                                  |  |
| 264  | Serenity                | +0072,               | 2004                     | Kheir Eddine El Jisir (Arabie saoudite)                                   | Austal, Australie                                    | ex-Obsession, ex-Tu Moana                                                                   |                                                                  |  |
| 264  | Elegant 007             | +0072,               | 2005                     | Nikos Mazarikis (Grèce)                                                   | Lamda NAFS Shipyards, Grèce                          |                                                                                             |                                                                  |  |
| 264  | Arbema                  | +0072,               | 2010                     | Ricardo Salinas Pliego (en) (Mexique)                                     | CRN, Italie                                          | ex-Azteca, ex-Clarena II                                                                    |                                                                  |  |
| 264  | Axioma                  | +0072,               | 2013                     | Dmitry Pumpyansky (en) (Russie)                                           | Dunya - Ursa, Turquie                                | ex-Red Square                                                                               |                                                                  |  |
| 264  | Game Changer            | +0072,               | 2017                     | Karen Lo (Hong-Kong)                                                      | Damen Yachts, Pays-Bas                               |                                                                                             |                                                                  |  |
| 264  | Casino Royale           | +0072,               | 2018                     | N.C.                                                                      | Tankoa Yachts, Italie                                | ex-Solo                                                                                     |                                                                  |  |
| 264  | Vanish                  | +0072,               | 2022                     | Larry van Tuyl (États-Unis)                                               | Feadship, Pays-Bas                                   |                                                                                             |                                                                  |  |
| 264  | Njoy                    | +0072,               | 2023                     | oligarque bulgare                                                         | Gruppo Ferretti, Italie                              |                                                                                             |                                                                  |  |
| 272  | Natalina A              | +0071,85             | 2015                     | Abdulla Ahmed Al Moosa (Émirats arabes unis)                              | Golden Yachts, Grèce                                 | ex-O'Pari³                                                                                  |                                                                  |  |
| 273  | Kogo                    | +0071,71             | 2005                     | Samuel Tak Lee (en) (Hong-Kong)                                           | Alstom Marine, France                                | Ancien yacht de Mansour Ojjeh                                                               |                                                                  |  |
| 274  | Utopia                  | +0071,6              | 2004                     | Bill Miller (en) (États-Unis)                                             | Feadship, Pays-Bas                                   |                                                                                             |                                                                  |  |
| 275  | Enigma XK               | +0071,4              | 1988                     | Alain Wan & Marc Piedbœuf (République démocratique du Congo)              | Richards Shipbuilders, Royaume-Uni                   | ex-Norna, patrouilleur de la Royal Navy converti en yacht d'expédition en 2013              |                                                                  |  |
| 276  | Haida 1929              | +0071,1              | 1929                     | Famille Grohe (Allemagne)                                                 | Krupp Germaniawerft, Allemagne                       | ex-Haida, ex-Argus, ex-Sarina, ex-Rosenkavalier, ex-Haida G, ex-Dona Amelia                 |                                                                  |  |
| 276  | Argossy                 | +0071,1              | 1931                     | N.C.                                                                      | Krupp Germaniawerft, Allemagne                       | ex-Argosy, Vita, Cythera, Abril, Satira, Ben Hecht, Maoz, Santa Maria del Mare, Rossy One   |                                                                  |  |
| 276  | Juice                   | +0071,1              | 2022                     | Laurence Graff (Royaume-Uni)                                              | Feadship, Pays-Bas                                   |                                                                                             |                                                                  |  |
| 279  | V2V                     | +0071,               | 1973                     | Francesco Gaetano Caltagirone (en) (Italie)                               | Lürssen, Allemagne                                   | ex-Carinthia VI, ex-The One                                                                 |                                                                  |  |
| 279  | Titania                 | +0071,               | 2006                     | John Caudwell (Royaume-Uni)                                               | Lürssen, Allemagne                                   | ex-Apoise                                                                                   |                                                                  |  |
| 279  | Victoria                | +0071,               | 2018                     | N.C.                                                                      | AES Yacht, Turquie                                   |                                                                                             |                                                                  |  |
| 282  | Skat                    | +0070,7              | 2002                     | Charles Simonyi (États-Unis)                                              | Lürssen, Allemagne                                   |                                                                                             | Le Skat                                                          |  |
| 283  | Force Blue (en)         | +0070,6              | 2002                     | Flavio Briatore (Italie)                                                  | Royal Denship, Danemark                              | ex-Big Roi                                                                                  |                                                                  |  |
| 284  | Talisman C              | +0070,54             | 2011                     | Mark, Trevor & David Pears (Royaume-Uni)                                  | Turquoise Yachts, Turquie                            |                                                                                             |                                                                  |  |
| 285  | Amadeus                 | +0070,4              | 1969                     | N.C.                                                                      | Amadeus Yachts, Allemagne                            | Ancien yacht de Bernard Arnault, ex-Redemption, ex-Felix                                    |                                                                  |  |
| 286  | Saint Nicolas           | +0070,2              | 2007                     | Vassili Anissimov (Russie)                                                | Lürssen, Allemagne                                   |                                                                                             |                                                                  |  |
| 286  | Horizons III            | +0070,2              | 2008                     | John H. Tyson (en) (États-Unis)                                           | Lürssen, Allemagne                                   | ex-Martha Ann                                                                               | yacht le "Martha Ann"                                            |  |
| 288  | Gaja                    | +0070,1              | 2016                     | Vagit Alekperov (Russie)                                                  | Heesen Yachts (en), Pays-Bas                         | ex-Galactica Super Nova                                                                     |                                                                  |  |
| 289  | Freedom                 | +0070,               | 2000                     | Kjell Inge Røkke (Norvège)                                                | Benetti, Italie                                      |                                                                                             |                                                                  |  |
| 289  | Mourah of Riyad         | +0070,               | 2008                     | Prince Turki ben Mohammed ben Fahd Al Saoud (Arabie saoudite)             | Yachtley, Turquie                                    |                                                                                             |                                                                  |  |
| 289  | High Power III (en)     | +0070,               | 2011                     | N.C.                                                                      | Rossinavi, Italie                                    | ex-Numptia                                                                                  |                                                                  |  |
| 289  | Joy                     | +0070,               | 2016                     | Sameer Gehlaut (en) (Inde)                                                | Feadship, Pays-Bas                                   |                                                                                             |                                                                  |  |
| 289  | Badis 1                 | +0070,               | 2016                     | Mohammed VI roi du Maroc                                                  | Perini Navi, Italie                                  | ex-Sybaris, voilier - prix du meilleur superyacht de l'année 2017                           |                                                                  |  |
| 289  | Alfa                    | +0070,               | 2020                     | N.C.                                                                      | Benetti, Italie                                      |                                                                                             |                                                                  |  |
| 289  | Polestar                | +0070,               | 2021                     | N.C                                                                       | Rossinavi, Italie                                    |                                                                                             |                                                                  |  |
| 289  | Amoa                    | +0070,               | 2023                     | Mohammed Alshaya (Koweït)                                                 | Nobiskrug, Allemagne                                 |                                                                                             |                                                                  |  |

### Vidéos
- Lancement du yacht Azzam au chantier Lürssen à Brême (Allemagne) le 24 mai 2012
- Lancement du yacht Madame Gu au chantier Feadship à Harlingen (Pays-Bas) en février 2013